# Otto Deppe
Otto Deppe ist ein deutscher Journalist und Fernsehmoderator. Außerdem war er Autor und Regisseur von Dokumentationen für die ARD und Arte.

## Werdegang
Otto Deppe machte nach dem Abitur eine Banklehre. Anschließend begann er ein Studium der Betriebswirtschaftslehre an der TU Hannover, der Universität des Saarlandes und der State University of Iowa (USA), das er an der Universität des Saarlandes als Diplomkaufmann abschloss. Noch während seines Studiums begann er sich für den Rundfunk zu begeistern.
1963 wurde er freier journalistischer Mitarbeiter beim Saarländischen Rundfunk, der damals gerade erst in die ARD aufgenommen worden war und sich noch im Aufbau befand. Zwischen 1969 und 1972 wurde Deppe als ARD-Hörfunkreporter für die Berichterstattung über das US-Raumfahrtprogramm eingesetzt. 1969 berichtete er live von der Mondlandung der Apollo 11 auf SR 1 Europawelle. Von 1973 bis 1978 war er leitender Redakteur beim Saarländischen Rundfunk. 1975 bis 1995 war er Moderator verschiedener aktueller Hörfunksendungen auf der Europawelle, außerdem 1982/83 Moderator der ARD-Tagesthemen und von 1978 bis 2002 Moderator des Abendmagazins Aktueller Bericht des Saarländischen Rundfunks. Mitte der 1980er moderierte er außerdem mit Elke Herrmann, Norbert Klein und Jörg Gehlen im Abendprogramm des Südwestfunks. Zwischen 1990 und 2001 moderierte er das ARD-Wirtschaftsmagazins Plusminus, von 1992 bis 2002 den ARD-Ratgeber Reise. Außerdem war er von 1975 bis 2002 Chefreporter Fernsehen des Saarländischen Rundfunks.
In den Jahren 1978 bis 1994 wirkte Deppe als Stellvertretender Hauptabteilungsleiter Wirtschaft Hörfunk/Fernsehen beim Saarländischen Rundfunk und von 1994 bis 2002 als Hauptabteilungsleiter Gesellschaft beim Saarländischen Rundfunk.
Seit Juli 2002 ist er freiberuflicher Journalist und Medientrainer.